# Eländesgraven
Eländesgraven är ett naturreservat i Älvdalens kommun i Dalarnas län.
Området är naturskyddat sedan 2013 och är 100 hektar stort. Reservatet omfattar en bäckdal med en huvudravin och en sidoravin och består av gammal tallskog på hällmarker och gran nere i "graven".